# 365LIT
365LIT(본명: 김민성,  1998년 4월 9일 ~ )은 대한민국의 래퍼이자 가수이다.

## 출연
- 2020년 《쇼미더머니9》 - 트리플 크루 배틀 탈락
- 2021년 《쇼미더머니10》- top14